# 艾格尔弗耶-勒图站
艾格尔弗耶-勒图站，是法国的一个铁路车站，位于法国滨海夏朗特省的勒图（法語：Le Thou）市镇范围内，同时因靠近艾格尔弗耶-多尼斯而得名。

## 位置
艾格尔弗耶-勒图站位于勒图市镇中心的西北部。车站大致呈东西走向，开口朝北，面对艾格尔弗耶-多尼斯方向。

## 历史
艾格尔弗耶-勒图站最初建于1857年，和普瓦捷－拉罗谢尔铁路一同投入运营。后因客流稀少而关闭。为满足这一地区居民的通勤需要，新阿基坦大区铁路局决定重新启用艾格尔弗耶-勒图站，并入2016年12月11日起向公众开放。
同时重新开放的还有相邻的拉雅里站。

## 设施
艾格尔弗耶-勒图站是一个无人看守的乘降所，原有的站房已废弃。该站没有人工售票窗口，但设有一台自动售票机，可出售有效期为7天的TER列车的车票。艾格尔弗耶-勒图站站内没有人行天桥或地下通道，前往下行方向（拉罗谢尔方向）站台的乘客需横穿铁路正线，因此该站存在一定的安全隐患。

## 停靠线路
以下列车线路在艾格尔弗耶-勒图站停靠：
| 艾格尔弗耶-勒图站列车线路表 |      |        |        |                 |
| 线路                        | 车种 | 上一站 | 下一站 | 大致运行频率    |
| 普瓦捷—拉罗谢尔             | TER  | 苏热尔 | 拉雅里 | 每天9趟左右     |
| 图尔—拉罗谢尔               | TER  | 苏热尔 | 拉雅里 | 每天1趟         |
| 尼奥尔→拉罗谢尔             | TER  | 苏热尔 | 拉雅里 | 每天1班（单向） |
| 1. 2. 3.                    |      |        |        |                 |

## 配套交通

### 长途客车
艾格尔弗耶-勒图站附近暂无图定的长途客车线路，滨海夏朗特省下属的城际客运线路（法語：Les Mouettes）11A号线和11B号线（拉罗谢尔 ↔ 苏热尔）需要在勒图或艾格尔弗耶-多尼斯的镇中心乘坐。此外，当铁路线罢工或施工时，SNCF可能会提供途径艾格尔弗耶-勒图站的临时大巴车。

### 市内交通
艾格尔弗耶-勒图站附近暂无城市公共交通线路。

### 社会车辆
艾格尔弗耶-勒图站正门口社会车辆停车场。

## 临近车站
| 艾格尔弗耶-勒图站（Gare d'Aigrefeuille - Le Thou） |                      |          |
| 上行车站                                           | 线路                 | 下行车站 |
| 苏热尔站                                           | 普瓦捷－拉罗谢尔铁路 | 拉雅里站 |
| - 本表仅显示运营中的线路及车站                     |                      |          |